# Feng Youlan
Feng Youlan (ur. 4 grudnia 1895 w Qiyi, prowincja Henan, zm. 26 listopada 1990 w Pekinie) – chiński filozof i historyk filozofii, autor bardzo wpływowej Historii filozofii chińskiej.
W 1911 rozpoczął studia w szkole średniej w Szanghaju, a w 1915 na Uniwersytecie Pekińskim. Ukończył je w 1918 i rok później, w 1919, wyjechał do Stanów Zjednoczonych. Tam, na Columbia University, w latach 1922-3, pod kierunkiem Johna Deweya, przygotował pracę doktorską, porównującą zachodnie i chińskie ideały życia; pracę tę wydał w Chinach pt. Filozofia życia. Nie odebrawszy dyplomu, wrócił do Chin i zaczął pracować jako wykładowca na Uniwersytetach Zhongzhou i Guangdong.
W 1928 został profesorem na Uniwersytecie Tsinghua, wraz z którym przeniósł się na południe Chin w czasie wojny chińsko-japońskiej 1937-45. Pod koniec lat 40. ponownie, na krótko, wyjechał do USA. W 1952 otrzymał profesurę na Uniwersytecie Pekińskim, którą piastował do końca życia. W 1982 otrzymał doktorat honoris causa Uniwersytetu Columbia.
Jego najważniejszą pracą jest napisana w latach 1926-35 Historia filozofii chińskiej, w dwóch tomach, przetłumaczona na angielski przez Derka Bodde'a; jej skrót, Krótka historia... została specjalnie opracowana, także z pomocą Bodde'a, na użytek czytelników zachodnich (pod koniec życia Feng Youlana została przetłumaczona na język chiński). Obie stały się jednymi z najczęściej używanych podręczników do chińskiej filozofii na Zachodzie i osiągnęły pozycję klasyków.
Po wojnie, Feng Youlan pracował nad Nowym wydaniem historii filozofii chińskiej, reinterpretując swoje tezy w duchu marksistowskim. Początkowo uznał autorytet Komunistycznej Partii Chin i miał nadzieję, że zmodernizuje ona Chiny, co było marzeniem i zamierzeniem wielu chińskich intelektualistów. Niestety, sam stał się celem ataków i musiał wielokrotnie przeredagowywać i krytykować swoje prace. Dwa pierwsze tomy Nowego wydania... zostały wydane się w latach 60. Trzeci tom, nie ukazał się wówczas, został napisany jeszcze raz i ukazał się dopiero w latach 80.